# Halloween (1978)
Halloween is een Amerikaanse horrorfilm uit 1978 van John Carpenter. 
De film zou een van de grondleggers van het slasher-filmgenre blijken. Er werden tot aan 2022 dertien sequels en remakes van verschillende delen van Halloween gemaakt. De werktitel van de film was The Babysitter Murders. In 2006 werd de film opgenomen in het National Film Registry.

## Verhaal
Michael Myers vermoordt op zesjarige leeftijd op de avond van Halloween vanuit het niets zijn zus Judith met een keukenmes. Hij wordt opgesloten in een inrichting, maar ontsnapt vijftien jaar later. Al die tijd heeft hij geen woord gesproken en geen emotie vertoond. Hij steelt een masker en een aantal messen en zet koers richting zijn geboortedorp Haddonfield (Illinois). Hij blijkt het voorzien te hebben op oppas Laurie Strode en haar vriendinnen Annie Brackett en Lynda van der Klok. Myers psychiater, Sam Loomis, probeert intussen mensen te overtuigen van de monsterlijkheid van zijn patiënt, die zo snel mogelijk weer gevonden en opgesloten of desnoods gedood moet worden.

## Rolverdeling
| Acteur              | Personage                         |
| ------------------- | --------------------------------- |
| Donald Pleasence    | Dr. Sam Loomis                    |
| Jamie Lee Curtis    | Laurie Strode                     |
| Nancy Kyes          | Annie Brackett (als Nancy Loomis) |
| P.J. Soles          | Lynda van der Klok                |
| Charles Cyphers     | Sheriff Leigh Brackett            |
| Brian Andrews       | Tommy Doyle                       |
| Kyle Richards       | Lindsey Wallace                   |
| John Michael Graham | Bob Simms                         |
| Nancy Stephens      | Verpleegster Marion Chambers      |
| Arthur Malet        | Grafdelver                        |
| Mickey Yablans      | Richie                            |
| Brent Le Page       | Lonnie Elamb                      |
| Adam Hollander      | Keith                             |
| Robert Phalen       | Dr. Terence Wynn                  |
| Sandy Johnson       | Judith Margaret Myers             |
| Peter Griffith      | Mr. Strode, Laurie's vader        |
| Nick Castle         | The Shape/Michael Myers           |
| Tony Moran          | Michael Myers (23 jr.)            |
| Will Sandin         | Michael Myers (6 jr.)             |

## Achtergrond

### Productie
Na de film Assault on Precinct 13 te hebben gezien op het filmfestival van Milaan, besloten producent Irwin Yablans en Moustapha Akkad tot het maken van een film over een psychopathische moordenaar. Ze benaderden John Carpenter voor de regie. Akkad leverde het budget voor de film, $320.000. Door dit lage budget en het feit dat ze maar vier weken opnametijd hadden vreesde Carpenter dat de film een flop zou worden. Het budget dwong de producenten om veel kostuums en rekwisieten goedkoop in te kopen of zelf te maken.
De film werd binnen 21 dagen opgenomen in het voorjaar van 1978. De opnames vonden plaats in South Pasadena, Californië.

### Filmmuziek
Een van de redenen dat de film succesvol werd was de muziek, vooral het centrale thema. De muziek werd grotendeels gecomponeerd door Carpenter zelf. Hij gaf zichzelf hiervoor op de aftiteling de naam "Bowling Green Philharmonic Orchestra". Enkele van de nummers werden door Carpenter opgenomen met een groep vrienden, die zich gezamenlijk The Coupe DeVilles noemden.
Het beroemde muzikale thema werd ook geregeld gebruikt als achtergrondmuziek in de kinderprogramma's Bassie en Adriaan en Xenon (televisieserie).

### Ontvangst
Halloween werd uitgebracht op 25 oktober 1978 en werd door het publiek goed ontvangen. Op Rotten Tomatoes heeft de film een score van 96% op basis van 76 beoordelingen. Metacritic komt op een score van 87/100, gebaseerd op 22 beoordelingen. In 1981 werd de eerste vervolgfilm uitgebracht onder de naam Halloween II.
De film werd een groot succes. In de Verenigde Staten alleen bracht de film 47 miljoen dollar op. De film kreeg ook goede reacties van critici. De film had een grote invloed op latere horrorfilms, met name die in het slasher-genre. Zo introduceerde de film het concept dat de moordenaar vooral achter mensen aanzit die iets op hun kerfstok hebben.
De film kreeg meerdere vervolgfilms en een remake. Daarnaast kreeg het een mediafranchise bestaande uit onder andere strips en romans.

## Prijzen en nominaties
In 1979 won Halloween een Critics Award op het Avoriaz Fantastic Film Festival. Datzelfde jaar werd de film genomineerd voor een Saturn Award voor beste horrorfilm.

## Trivia
- De oppaskinderen kijken samen met Laurie Strodes naar de film The Thing from Another World op televisie. Carpenter maakte vier jaar na Halloween een remake hiervan onder de naam The Thing.
- Halloween (1978) is uitgeroepen tot een van de engste films aller tijden. Halloween kwam op nummer 3, op nummer 2 staat The Shining en op nummer 1 staat The Exorcist.
- In 2018 kwam de film Halloween uit dat een direct vervolg is op deze film. De andere films die hier tussen afspelen maken geen deel uit van het verhaal.
- In 1979 bracht schrijver Curtis Richards een boekadaptatie uit.

### Vervolgen
De Halloween-filmreeks heeft een gering aantal vervolgfilms en 2 remakes die verschillende tijdlijnen volgen en daardoor nogal verwarrend kunnen overkomen op de kijker.

#### Tijdlijn 1 (Cult of Thorn-reeks)
• Halloween (1978)  • Halloween II (1981) • H4: The Return of Michael Myers (1988) • H5: The Revenge of Michael Myers (1989) • H6: The Curse of Michael Myers (1995)
• Halloween III: Season of the Witch (1982) - losstaand deel die vrijwel geen connecties heeft met de andere vervolgen.

#### Tijdlijn 2
• Halloween (1978)  • Halloween II (1981) • Halloween H20 (1998) • H8: Resurrection (2002)

#### Tijdlijn 3
• Halloween (1978) • Halloween (2018) • Halloween Kills (2021) • Halloween Ends (2022)

#### Remakes (Rob Zombie's Halloween)
• Halloween (2007)  • Halloween II (2009)